# MRGPRE
MRGPRE (англ. MAS related GPR family member E) – білок, який кодується однойменним геном, розташованим у людей на короткому плечі 11-ї хромосоми. Довжина поліпептидного ланцюга білка становить 312 амінокислот, а молекулярна маса — 34 286.
| 10         |  | 20         |  | 30         |  | 40         |  | 50         |
| ---------- |  | ---------- |  | ---------- |  | ---------- |  | ---------- |
| MMEPREAGQH |  | VGAANGAQED |  | VAFNLIILSL |  | TEGLGLGGLL |  | GNGAVLWLLS |
| SNVYRNPFAI |  | YLLDVACADL |  | IFLGCHMVAI |  | VPDLLQGRLD |  | FPGFVQTSLA |
| TLRFFCYIVG |  | LSLLAAVSVE |  | QCLAALFPAW |  | YSCRRPRHLT |  | TCVCALTWAL |
| CLLLHLLLSG |  | ACTQFFGEPS |  | RHLCRTLWLV |  | AAVLLALLCC |  | TMCGASLMLL |
| LRVERGPQRP |  | PPRGFPGLIL |  | LTVLLFLFCG |  | LPFGIYWLSR |  | NLLWYIPHYF |
| YHFSFLMAAV |  | HCAAKPVVYF |  | CLGSAQGRRL |  | PLRLVLQRAL |  | GDEAELGAVR |
| ETSRRGLVDI |  | AA         |  |            |  |            |  |            |

A: Аланін

C: Цистеїн

D: Аспарагінова кислота

E: Глутамінова кислота

F: Фенілаланін

G: Гліцин

H: Гістидин

I: Ізолейцин

K: Лізин

L: Лейцин

M: Метіонін

N: Аспарагін

P: Пролін

Q: Глутамін

R: Аргінін

S: Серин

T: Треонін

V: Валін

W: Триптофан

Кодований геном білок за функціями належить до рецепторів, g-білокспряжених рецепторів, білків внутрішньоклітинного сигналінгу. 
Локалізований у клітинній мембрані, мембрані.